# آمیختگی ژنتیکی
آمیختگی ژنتیکی یا مخلوط ژنتیکی (به انگلیسی: Genetic admixture)، زمانی رخ می‌دهد که دودمان‌های ژنتیکی پیشتر ایزوله یا واگرا با هم مخلوط شوند. آمیختگی سبب اضافه شدن دودمان‌های ژنتیکی جدید به یک جمعیت می‌شود.

## نمونه‌ها
چرخه‌های اقلیمی آمیختگی ژنتیکی را در دوره‌های سرد و تنوع ژنتیکی را در دوره‌های گرم تسهیل می‌کند. سیل طبیعی می‌تواند باعث ایجاد آمیختگی ژنتیکی در جمعیت گونه‌های ماهی مهاجر شود. آمیختگی ژنتیکی ممکن است نقش مهمی در موفقیت جمعیت‌هایی داشته باشد که خود را در یک منطقه جدید تثبیت می‌کنند و با افراد جمعیت‌های بومی آمیخته می‌شوند.